# Луиза Миллер
«Луиза Миллер» (итал. Luisa Miller) — опера в трёх актах, написанная Джузеппе Верди на либретто Сальваторе Каммарано, в основу которого лёг сюжет пьесы «Коварство и любовь» Фридриха Шиллера. Премьера состоялась 8 декабря 1849 года в Сан-Карло в Неаполе. Эта опера обозначает водораздел между ранним и зрелым периодами творчества Верди.

## История создания
В 1848 году, находясь в Париже, Джузеппе Верди, вдохновлённый опытом адаптации двух пьес Шиллера, решил обратиться к его знаменитой пьесе «Коварство и любовь» (первоначальное название: «Луиза Миллер»). 
После триумфального приёма патриотически настроенной публикой оперы «Битва при Леньяно» Верди воспринимался как носитель освободительных идей эпохи рисорджименто. Революционные настроения в Европе уже шли на спад, но Верди влекла социально значимая проблема сословного неравенства. Шиллеровская пьеса начала 1780-х годов, отстаивавшая достоинство незнатных людей, показалась ему весьма актуальной. 
Работая над адаптацией, ведущий либреттист того времени — Сальваторе Каммарано — значительно изменил оригинал: сократил число персонажей (например, исключил мать Луизы), упростил интригу (злодей фон Кальб заменен на Вурма), а отца Луизы, Миллера, превратил из музыканта в отставного солдата. Существенно упростив образ соперницы Луизы (у Шиллера это леди Мильфорд), Каммарано проигнорировал пожелания Верди о глубинной проработке её характера. Либреттист также смягчил трагический финал пьесы и дал названия актам оперы.
Премьера оперы «Луиза Миллер» под управлением Верди состоялась в неаполитанском театре Сан-Карло 8 декабря 1849 года. Заглавную партию исполнила Мариетта Гаццанига. Хотя «Луиза Миллер» не вызвала такого всеобщего энтузиазма, как «Битва при Леньяно», мелодии ключевых номеров сразу полюбились публике.

## История постановок
В России «Луиза Миллер» впервые была исполнена артистами Императорской итальянской оперы в Большом Каменном театре 21 декабря 1857 года. Первое исполнение на русском языке состоялось на сцене ленинградского Театра имени Кирова 26 мая 1936 года (Роза Изгур — Луиза, Николай Печковский — Рудольф).
Премьера в США состоялась 27 октября 1852 года в музыкальной академии Филадельфии, а 3 июня 1858 года опера первый раз была поставлена в Театре Её Величества в Лондоне. После шести спектаклей сезона 1929/30 года в нью-йоркском театре Метрополитен-опера «Луиза Миллер» не исполнялась до 1968 года, а затем в период с 1970-х по 1990-е её давали в этом театре 86 раз. Постановка 1979 года выпущена на DVD.

## Роли
| Роль                                                 | Голос         | исполнитель на премьере 8 декабря 1849 года |
| ---------------------------------------------------- | ------------- | ------------------------------------------- |
| Миллер, отставной солдат                             | баритон       | Акилле де Бассини                           |
| Луиза, его дочь                                      | сопрано       | Мариэтта Гаццанига                          |
| Граф Вальтер                                         | бас           | Антонио Сельва                              |
| Рудольф, его сын                                     | тенор         | Сеттимио Мальвецци                          |
| Федерика, герцогиня Остхеймская, племянница Вальтера | меццо-сопрано | Тереза Саландри                             |
| Вурм, управляющий Вальтера                           | бас           | Марко Арати                                 |
| Лаура, крестьянка                                    | меццо-сопрано | Мария Сальветти                             |
| Крестьянин                                           | тенор         | Франческо Росси                             |
| Крестьяне, охотники, придворные, стража              |               |                                             |

## Сюжет
Время: Начало XVII века
Место: Тироль

### Акт 1
Сцена 1: Деревня
На дне рождения Луизы друзья поют песни в её честь. Она влюблена в Карло, молодого человека, которого однажды встретила в деревне (Lo vidi e’l primo palpito /«Едва его узнала я»), и теперь ищет его в толпе. Отца Луизы тревожит эта любовь к таинственному незнакомцу. Неожиданно Карло появляется и поёт вместе с девушкой о своей любви (Дуэт: T’amo d’amor ch’esprimere / «Я люблю тебя»). Когда люди заходят в церковь, к Миллеру подходит Вурм, придворный, который влюблён в Луизу и хочет жениться на ней. Но Миллер отвечает, что его дочь сама выберет себе мужа (Sacra la scelta è d’un consorte / «Свят и свободен выбор супруга»). Раздражённый подобным ответом, Вурм рассказывает Миллеру, что Карло на самом деле Рудольф, сын графа Вальтера. Оставшись один, Миллер выражает свой гнев (Ah fu giusto il mio sospetto / «Моё подозрение было правильным»).
Сцена 2: Замок графа Вальтера
Вурм рассказывает графу о любви его сына Рудольфа к Луизе. Граф выражает своё разочарование в сыне (Il mio sangue la vita darei / «Своей кровью и жизнью готов я заплатить за могущество сына»). Когда входит Рудольф, граф сообщает ему о своём намерении женить его на Фредерике, гергцогине Остхеймской.
Оставшись один на один с Фредерикой, Рудольф говорит ей о своей любви к другой девушке в надежде на понимание. Но Фредерика слишком любит юношу (дуэт: Deh! la parola amara perdona al labbro mio / «Ах, простите мои губы за горькие слова»).
Сцена 3: Дом Миллера
Миллер раскрывает дочери тайну Рудольфа. Появившийся Рудольфо признаётся в обмане, но клянётся, что его любовь искренна. На коленях перед Миллером он называет Луизу своей невестой. Ворвавшийся граф Вальтер пытается помешать сыну. Вытащив меч, Миллер защищает свою дочь, и Вальтер приказывает арестовать их обоих. Рудольф выступает против отца и угрожает ему: если он не освободит девушку, Рудольф расскажет всем, как его отец стал графом. Напуганный Вальтер приказывает освободить Луизу.

### Акт 2
Сцена 1:Комната в доме Миллера
Крестьяне, пришедшие к Луизе, сообщают, что её отца видели закованным в цепи. Пришедший Вурм подтверждает это и говорит, что Миллера должны казнить. Но он предлагает ей сделку: свобода её отца за письмо, в котором Луиза скажет, что любит Вурма и что всё это время обманывала Рудольфа. После первоначального сопротивления (Tu puniscimi, O Signore / «Ты караешь меня, о Господь»), она пишет письмо. Проклиная Вурма (A brani, a brani, o perfido / «Разбил ты, разбил ты мне сердце»), Луиза желает только смерти.
Сцена 2: Комната в замке графа Вальтера
В замке Вальтер и Вурм вспоминают, что Вальтер стал графом после того, как они вместе убили его двоюродного брата. Вурм напоминает, что Рудольф знает об этом. Они понимают, что должны действовать сообща, иначе им не избежать расплаты (Дуэт: L’alto retaggio non ho bramato / «Благородное наследство моего брата»). Входят герцогиня Фредерика и Луиза. Девушка подтверждает искренность своего письма.
Сцена 3: Покои Рудольфа
Рудольф читает письмо Луизы и, приказав вызвать Вурма, вспоминает счастливые времена, когда был вместе с любимой (Quando le sere al placido / «В те вечера, когда мы с ней при бледном звезд сияньи»). Юноша вызывает Вурма на дуэль. Тот стреляет в воздух; на шум приходят граф и слуги. Граф Вальтер советует сыну отомстить и жениться на гергцогине Фредерике. В отчаянии Рудольф готов подчиниться (L’ara o l’avella apprestami / «Для меня — алтарь иль могила»).

### Акт 3
Комната в доме Миллера
Вдалеке слышны отголоски празднования свадьбы Фредерики и Рудольфа. Старый Миллер вернулся домой из тюрьмы. Он обнимает дочь, а затем читает письмо, которое она написала для Рудольфа. Луиза собирается наложить на себя руки (La tomba è un letto sparso di fiori / «Смерть дарит ложе сна и покоя»), но Миллер уговаривает её не делать этого. (Дуэт: La figlia, vedi, pentita / «Смотрите, ребёнок сожалеет»). Оставшись одна, девушка молится. Вошедший незаметно Рудольф подливает яду в кувшин, стоящий на столе. Затем Рудольфо спрашивает у Луизы, правда ли то, что она любит Вурма. «Да», — отвечает девушка. Рудольф пьёт стакан воды, а потом приглашает Луизу тоже выпить. Затем он сообщает, что теперь они оба обречены на смерть. Перед смертью Луиза рассказывает Рудольфу правду (Дуэт: Ah piangi; il tuo dolore / «Твоё горе оправдано»). Миллер утешает свою дочь; все трое выражают свои сожаления и прощаются (Трио, Луиза: Padre, ricevi l’estremo addio / «Где ты, отец мой, жду смерти»; Рудольф: Ah! tu perdona il fallo mio / «О, простите меня»; Миллер: O figlia, o vita del cor paterno / «О, дитя, твоя жизнь дорога отцу»). После её смерти появляется Вальтер, Вурм и крестьяне, Рудольфо успевает пронзить грудь Вурма мечом и крикнуть отцу La pena tua mira / «Вот твоё наказание».

## Оркестр
«Луиза Миллер» написана для малой флейты, двух флейт, двух гобоев, двух кларнетов, двух фаготов, четырёх горнов, двух труб, трёх тромбонов, цимбассо, арфы, литавр, колокольчика, изображающего церковный колокол, колокольчика, изображающего часы на замке, бас-барабана, тарелок, органа и струнных.